# Malihue

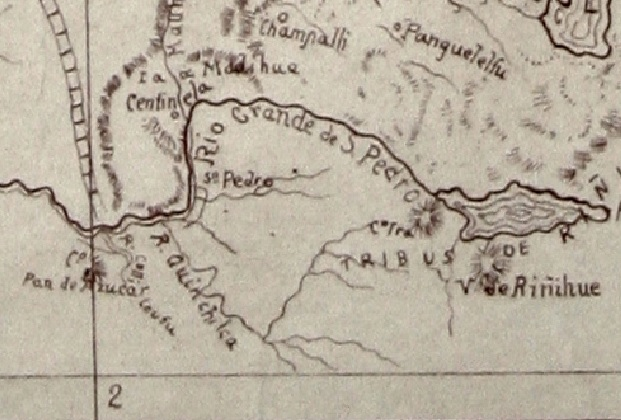
Río San Pedro y localidad de Malihue en el Plano de Arauco y Valdivia de 1870

Malihue es un poblado de la comuna de Los Lagos, ubicada al noreste de su capital comunal en la ribera sur del Río Calle Calle.
Aquí se encuentra la Posta de Salud Rural de Malihue y la escuela particular Malihue.

## Hidrología
Malihue se encuentra en la ribera norte del Río San Pedro junto al Estero Cusileufu.

## Accesibilidad y transporte
Malihue se encuentra a 25,6 km de la ciudad de Los Lagos a través de la Ruta T-55.